# ヘーシオドス
ヘーシオドス（希: Ἡσίοδος, Hēsíodos）は、古代ギリシアの叙事詩人。紀元前700年頃に活動したと推定される。『神統記』や『仕事と日』（仕事と日々）の作者として知られる。
現在のギリシアでは綴りは同じだが彼の名前はイシオドスのように発音され、1939年からギリシャで発行されていた旧50ドラクマ紙幣にその肖像が使用された。

## 生涯
父親は元はレスボス島の南東、小アジアの町キュメの商人であったが破産してボイオーティアの寒村アスクラに移り住み、開拓農家として父や弟と農耕に励んだ。アスクラの東にはムーサ崇拝の地であるヘリコーン山があり、ヘーシオドスはしばしばそこを訪れた。『神統記』によれば、ヘーシオドスが羊を飼っているとき、突然にムーサが詩人としての才能をヘーシオドスに与えたという。
『仕事と日』によれば、弟ペルセースとの遺産相続をめぐる裁判に巻き込まれた。地元の領主はペルセースからの賄賂を受けて、ヘーシオドスが自分に忠実でないと難じて遺産である筈の土地を没収してペルセースに与えてしまった。このため、憤懣やるかたなかった彼は旅に出て詩人として生活するようになったのだと言う。
いずれの伝承が伝えるところが真実であるにしろ、ヘーシオドスが吟遊詩人としての訓練を積んでいたことは確かである。なぜなら当時の詩吟には高度に発達した専門的な様式が存在し、ヘーシオドスの作品もその様式に則ったものであるためである。
哲学者ゴルギアスの弟子アルキダマースに由来するとされる短編『ホメーロスとヘーシオドスの歌競べ』によれば、カルキスにおいてホメーロスと詩を競ったとされる。このときヘーシオドスは、戦争と武勇を讃える『イーリアス』を歌い聞き手の胸を熱くさせるホメーロスに対し、牧歌的な『仕事と日』を歌った為に平和な詩を愛する時の王の裁定によって勝利を与えられた。
彼の最期については、古代にすでに異伝があり、トゥキュディデスの伝えるロクリスに没したとする説と、上記の『歌競べ』や7世紀の資料の伝えるオルコメノスに没したとする説がある。

## 業績
今日、ヘーシオドスの真正な作品と一致して認められるのは『仕事と日』のみである。『神統記』の作者には論争があるものの、ヘーシオドスの様式に極めて近いことは間違いがない。他にヘーシオドスの作品として伝えられるもので有名なものに『名婦列伝』がある。
『仕事と日』は勤勉な労働を称え、怠惰と不正な裁判を非難する作品である。同書には世界最初の農事暦であると考えられる部分のほかに、パンドーラーと五時代の説話、航海術、日々の吉兆などについて書かれた部分がある。農事暦については、同書で書かれる程度のことは当時の聴衆にとっては常識であり、指南用のものではなく農業を題材に取ったことそのものに意味があるとも考えられている。
『神統記』は神々の誕生と戦いを描きゼウスの王権の正当性を主張している。ここに表れる王権の交替神話にはメソポタミア神話の影響が色濃く見られる。

## 日本語訳

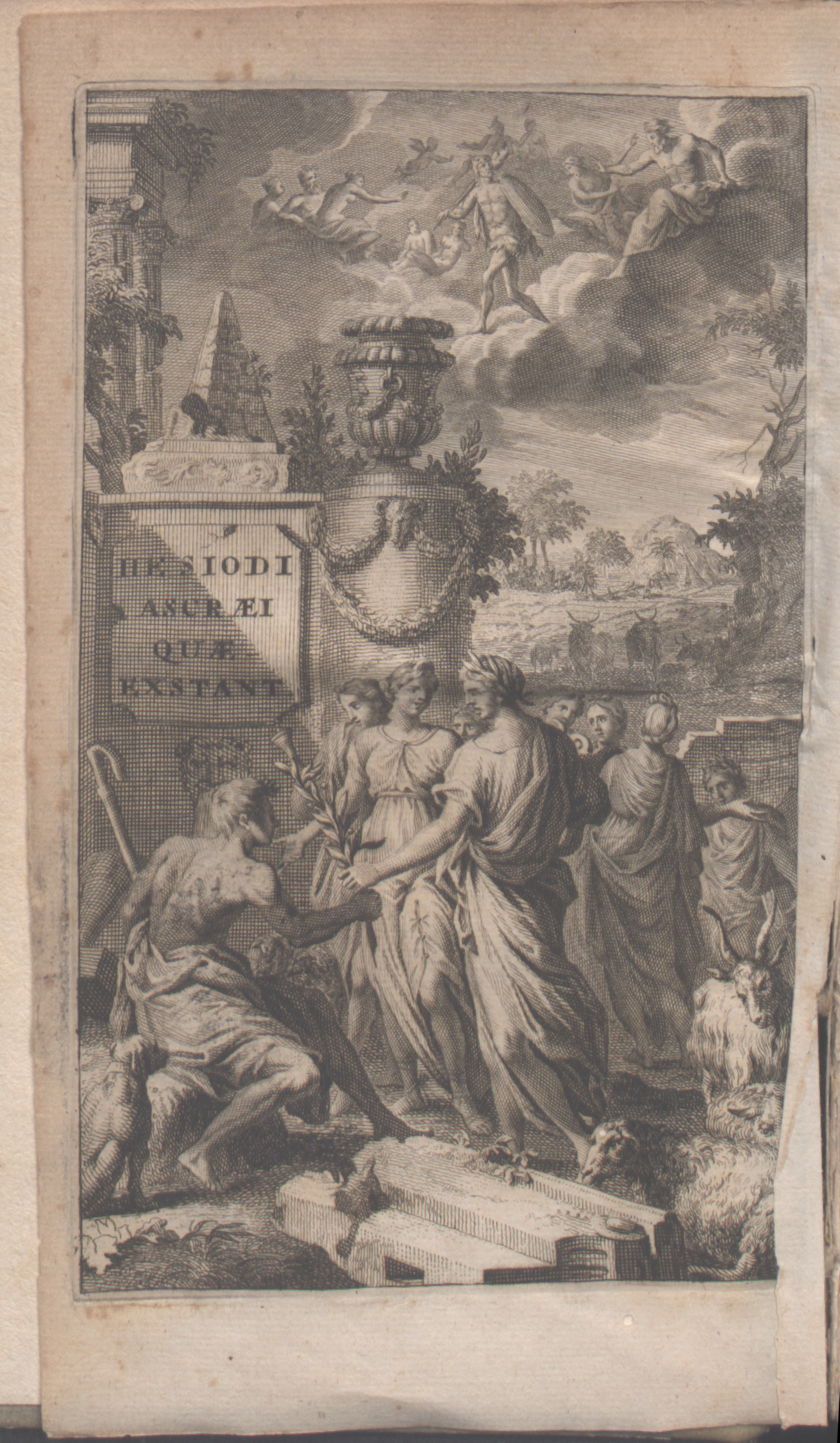
Hesiodi Ascraei quaecumque exstant, 1701

- ヘシオドス 著「仕事と日々」、河盛好蔵ほか 編『世界人生論全集』 第1、真方敬道 訳、筑摩書房、1963年、5-58頁。NDLJP:2932379。
- 「ヘシオドス 神統記」『世界文学大系』 第63 (ギリシア思想家集)、広川洋一 訳、筑摩書房、1965年、7-26頁。NDLJP:1335766。
- ヘーシオドス「神統記」『世界文学全集』 第2 (ギリシャ神話)、広川洋一 訳、筑摩書房、1969年、5-36頁。NDLJP:1337050。
- ヘシオドス『神統記』廣川洋一 訳、岩波書店〈岩波文庫 赤107-1〉、1984年1月17日。ISBN 4-00-321071-9。 - 付：基本文献。
- ヘーシオドス『仕事と日』松平千秋 訳、岩波書店〈岩波文庫 赤107-2〉、1986年5月16日。ISBN 4-00-321072-7。
- ヘシオドス『労働と日々』八木橋正雄 訳、八木橋正雄、1987年4月。 - 私家版。
- ヘシオドス『ヘシオドス全作品』中務哲郎 訳、京都大学学術出版会〈西洋古典叢書 G078〉、2013年5月。ISBN 978-4-87698-280-6。 - 付属資料：8p：月報100。

## 関連文献
- 饗庭千代子 著「ヘシオドスに現在を読む--暴力・争い・正義・ジェンダー」、上村くにこ 編『暴力の発生と連鎖』人文書院〈心の危機と臨床の知 11〉、2008年2月。ISBN 978-4-409-34038-7。 - 文献あり。
- 井上増次郎 著「ヘシオドス」、プラトンアリストテレス学会 編『ギリシア＝ラテン講座』 第1部 第2巻、鉄塔書院、1932年。NDLJP:1236532。
- 太田秀通『ギリシア世界の黎明』吉川弘文館〈ユーラシア文化史選書 第1〉、1965年。 - 参考文献：275-277頁。
- 『ギリシア・ローマ神話の宗教性と文芸性の研究』岡道男・京都大学、1990年 - 1991年。 - 文部省科学研究費補助金研究成果報告書。
- 呉茂一『ぎりしあの詩人たち』筑摩書房〈鑑賞世界名詩選〉、1956年、74-93頁。NDLJP:1694650。
- R・S・コールドウエル 編著『神々の誕生と深層心理　ヘシオドスの『神統記』とその周辺』小笠原正薫 訳、北樹出版、2013年2月。ISBN 978-4-7793-0363-0。 - 原タイトル：Hesiod's Theogony。
- 小峰元『ヘシオドスが種蒔きゃ鴉がほじくる』講談社、1981年3月。
  - 小峰元『ヘシオドスが種蒔きゃ鴉がほじくる』講談社〈講談社文庫〉、1984年1月。ISBN 4-06-183152-6。
- 『古典期アテナイ文化の総合的把握――哲学と文学、及びその歴史的背景』田中利光・北海道大学、1992年 - 1993年。 - 文部省科学研究費補助金研究成果報告書。
- 広川洋一、山崎賞選考委員会 編著『ギリシャ思想の生誕　第5回「哲学奨励山崎賞」授賞記念シンポジウム』河出書房新社、1979年12月。
- 『ヘシオドス全断片の文献学的研究』廣川洋一・東海大学、1979年。 - 文部省科学研究費補助金研究成果報告書。
- 三浦要、金沢大学『ソクラテス以前の哲学の展開における神話の意義に関する研究』2002年 - 2003年。 - 文部科学省科学研究費補助金研究成果報告書。
- 村川堅太郎「貴族と農民--ヘシオドスを中心に」『世界の歴史』 第4、筑摩書房、1961年、252-266頁。NDLJP:3034702。
- 村治能就 著「ホメロス，ヘシオドス的世界像」、津田, 左右吉、宇井, 伯寿; 務台理作 ほか 編『世界哲学史』 第1巻、コギト社、1948年、73-85頁。NDLJP:1037808。